# 鹰星云

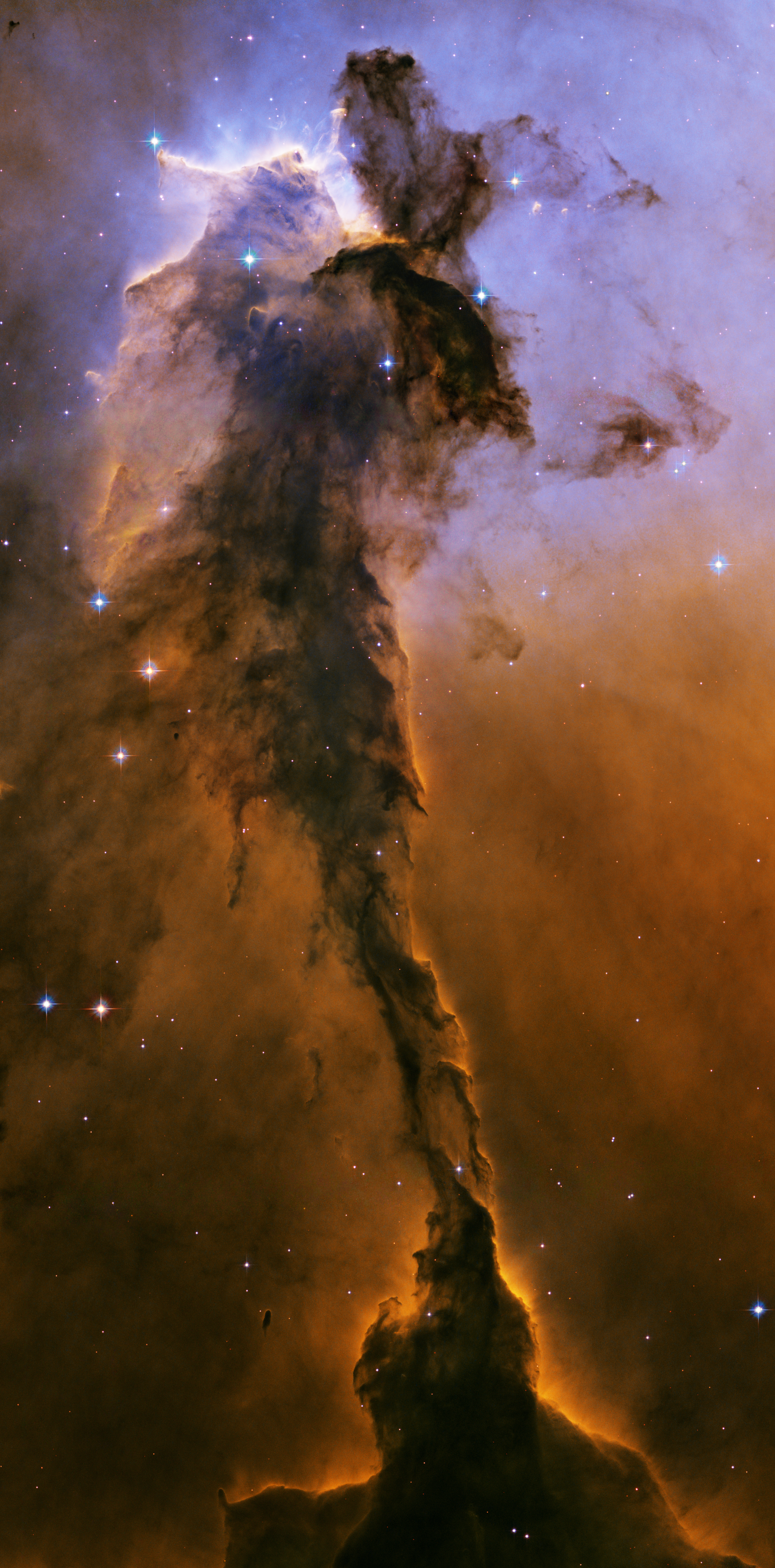
M16，鷹星雲內的恆星尖塔影像。

鷹星雲（M16，NGC 6611，也稱為星之皇后星雲），是瑞士的天文學家夏西·亞科斯在1745-1746年間在巨蛇座尾端發現的一個年輕疏散星團；法國天文學家梅西耶發現星團周圍的星雲，形狀如一隻展翅的老鷹，編入其目錄中成為編號第16的梅西耶天体。它包含幾個活躍的恆星形成區、氣體和塵埃區，包括由哈伯太空望遠鏡拍攝，著名的「創生之柱」。

## 性質
鷹星雲是IC 4703這個發射星雲或氫離子區的一部分。這個區域是目前仍很活躍的恆星形成區，距離太陽系大約7,000光年。能看見的塔狀氣體柱從星雲往外延伸了大約9.5光年，也就是大約90兆公里。
在星雲內最亮的恆星（HD 168076）視星等為+8.24，使用好的雙筒望遠鏡就能看見。它實際上是一對聯星，是由O3.5V和O7.5V的主序星對。
這個星團與星雲大約有460顆恆星，最亮的O型恆星，質量大約是80太陽質量，亮度是太陽的100萬倍，估計它的年齡只有100-200萬年。
描述性的名稱反映了柱狀從東南方升起進入中心明亮區域的影像形狀。星之皇后星雲的名稱是由小羅伯特·伯納姆介紹的，反映了這個星雲的輪廓，支柱象徵星之皇后的核心。

## 創生之柱區域

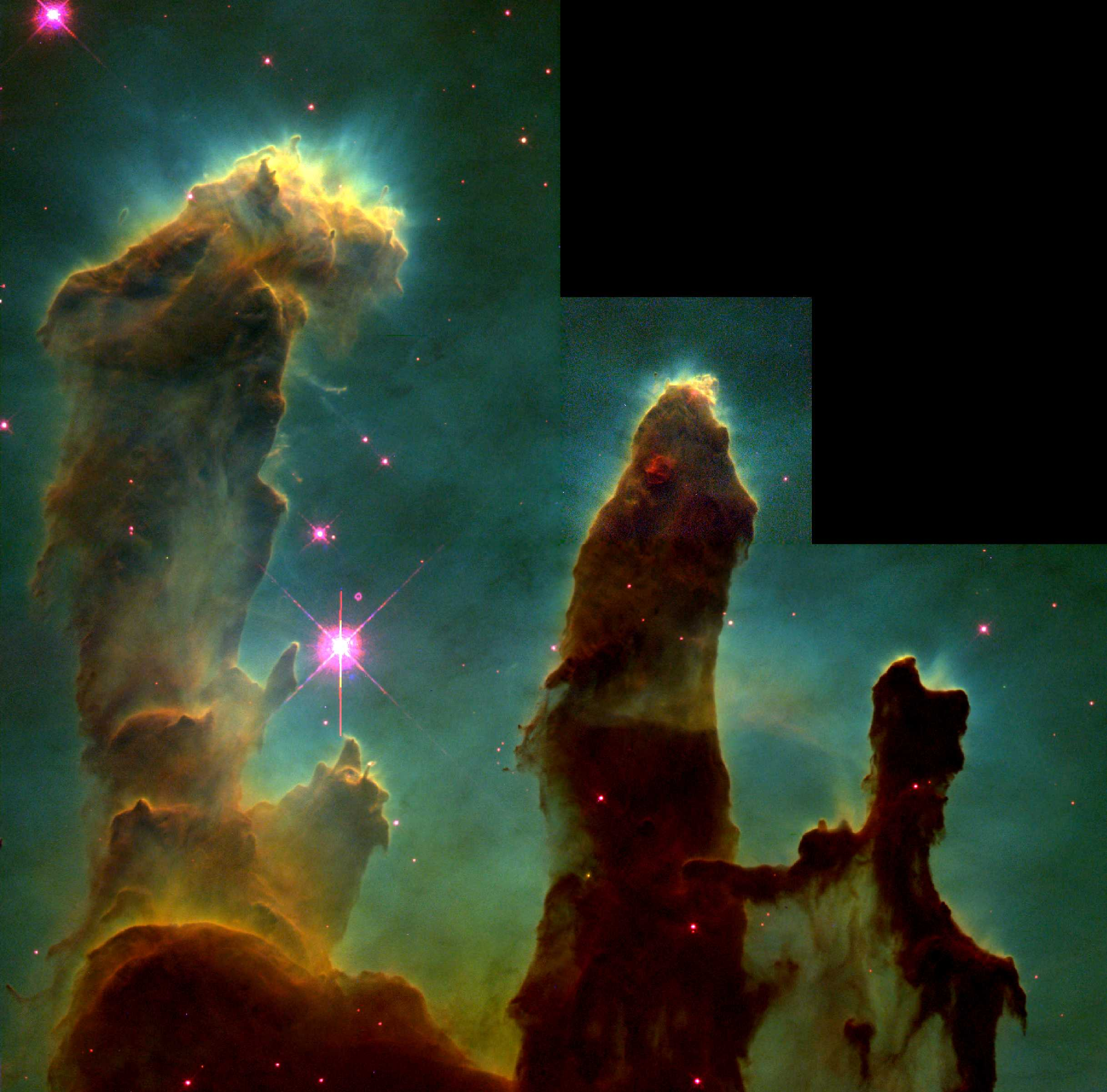
鷹星雲內部的氣體柱「創生之柱」，長度約一光年。頂部的雲氣正在蒸發，表示有新生的恆星正在發散恆星風，將物質吹散。圖片來源：NASA/ESA

傑夫·海絲特和保羅·史考溫使用哈伯太空望遠鏡在1995年拍攝的影像，改進了對星雲內部過程的科學性理解。這些照片中的一張就是著名的創生之柱，描繪了一個巨大的恆星形成區域，照片中小的黑暗區域被認為是原恆星。柱狀結構的區域類似史匹哲太空望遠鏡於2005年在仙后座拍攝到的靈魂星雲，但是更大的恆星形成區域，和類似創造恆星的支柱，或是恆星形成支柱。這些列 – 類似於突起於洞穴地板上的石筍 – 是由星際氣體和塵埃組成，充當新恆星的孵化器。天文學家已經在這些列的表面和內部發現密度更高的結或小球，稱為蒸發氣體球（EGGs，Evaporating Gaseous Globules），在這些蒸發氣體球裡面有一些恆星正在形成。
將來自錢卓X射線天文台的X射線影像與哈伯的"支柱"圖比較，顯示X射線源（年輕恆星）的影像與支柱並不重合，而是隨機的散佈在該區。在支柱的EGGs的任何一顆原恆星都還未熱到足以發射出X射線。
來自史匹哲太空望遠鏡的證據表明M16的創生之柱可能已經被一顆爆炸的超新星摧毀。史匹哲在2007年觀測到這個區域受到8,000年至9,000年前爆炸的超新星熱氣體的擾動。而由於星雲的距離，這顆超新星的光在1,000年至2,000年前就已經抵達地球。運動更慢的激波要花費數年才會通過星雲，可能會吹垮這個微妙的支柱 － 但在下個千禧年之前，被破壞的創生之柱的光還不會抵達地球。

## 圖集

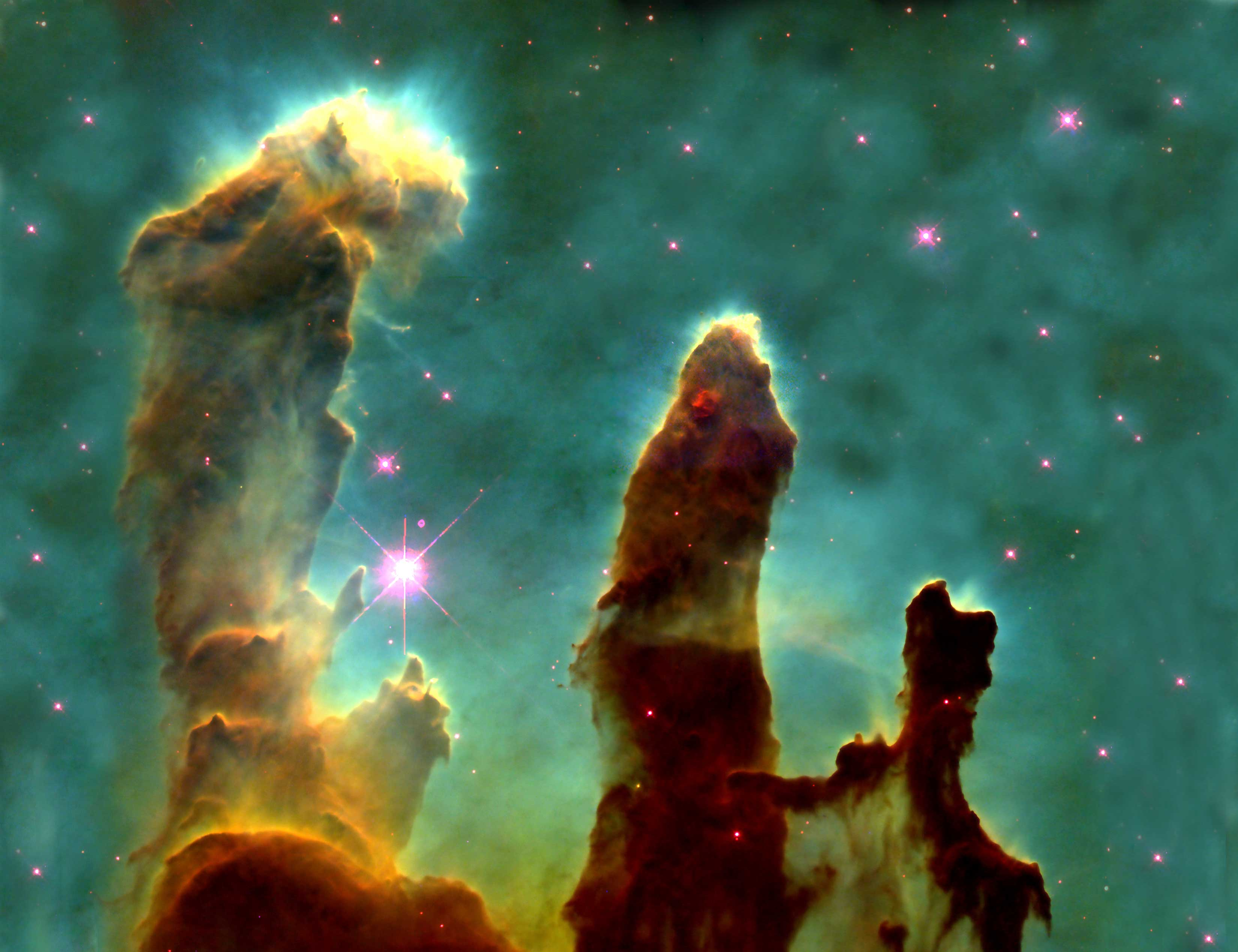
鷹星雲內的創生之柱。
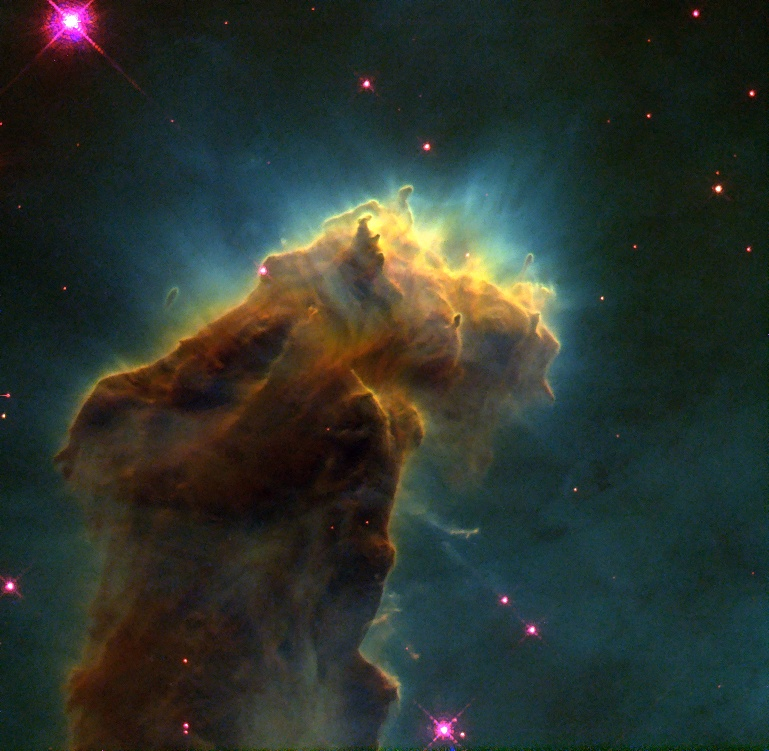
哈伯影像的細節。
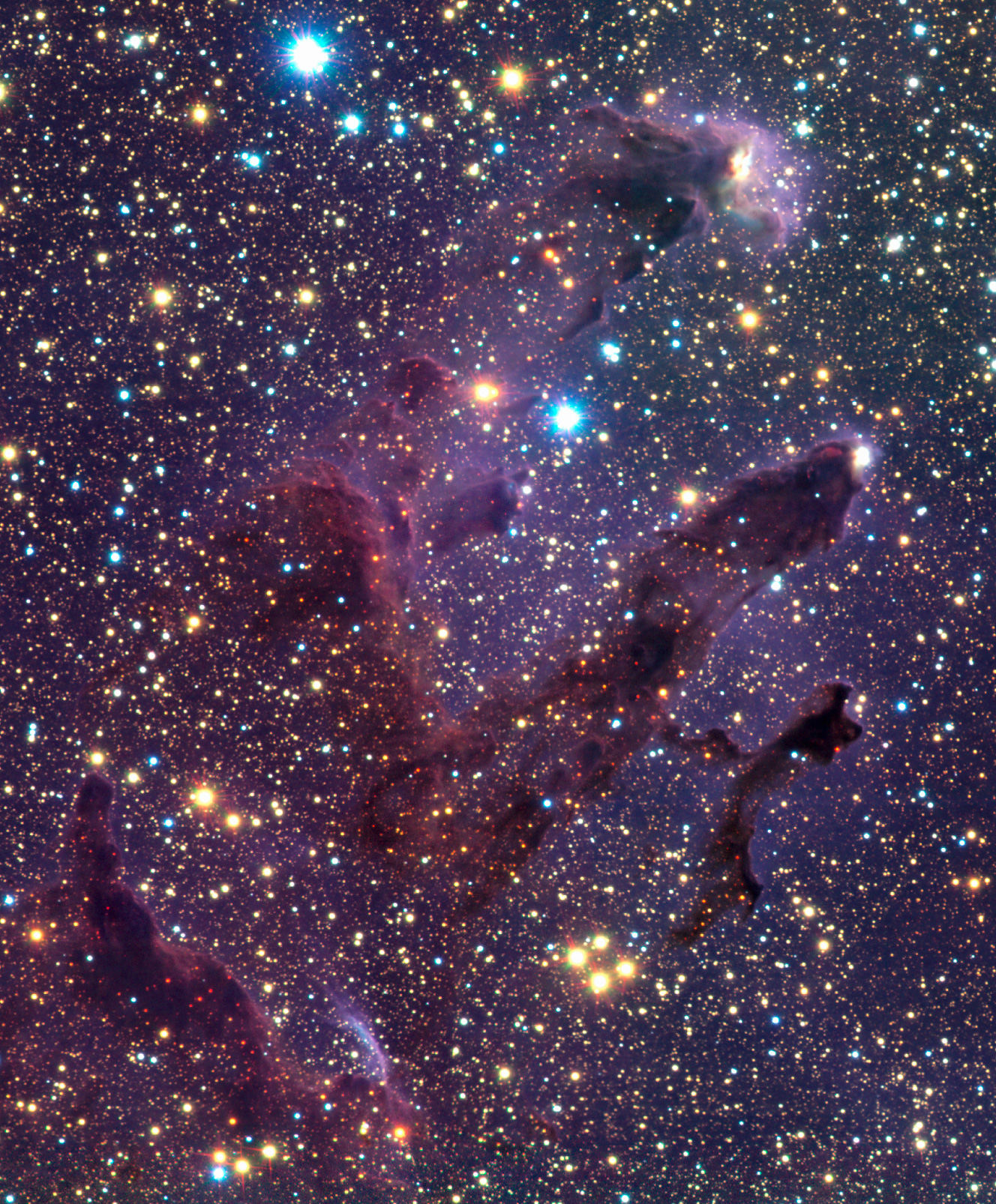
創生之柱的紅外線影像顯現出不同的結構。
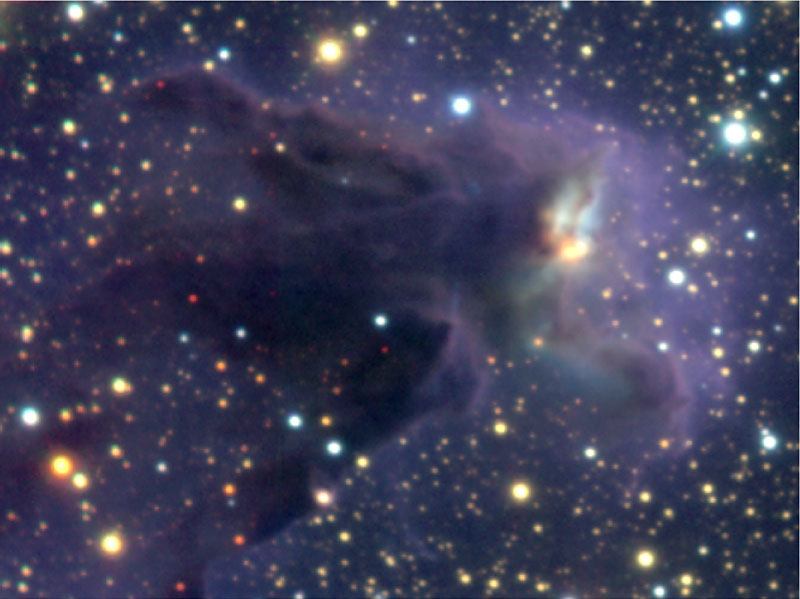
在鷹星雲頭部的柱狀體。
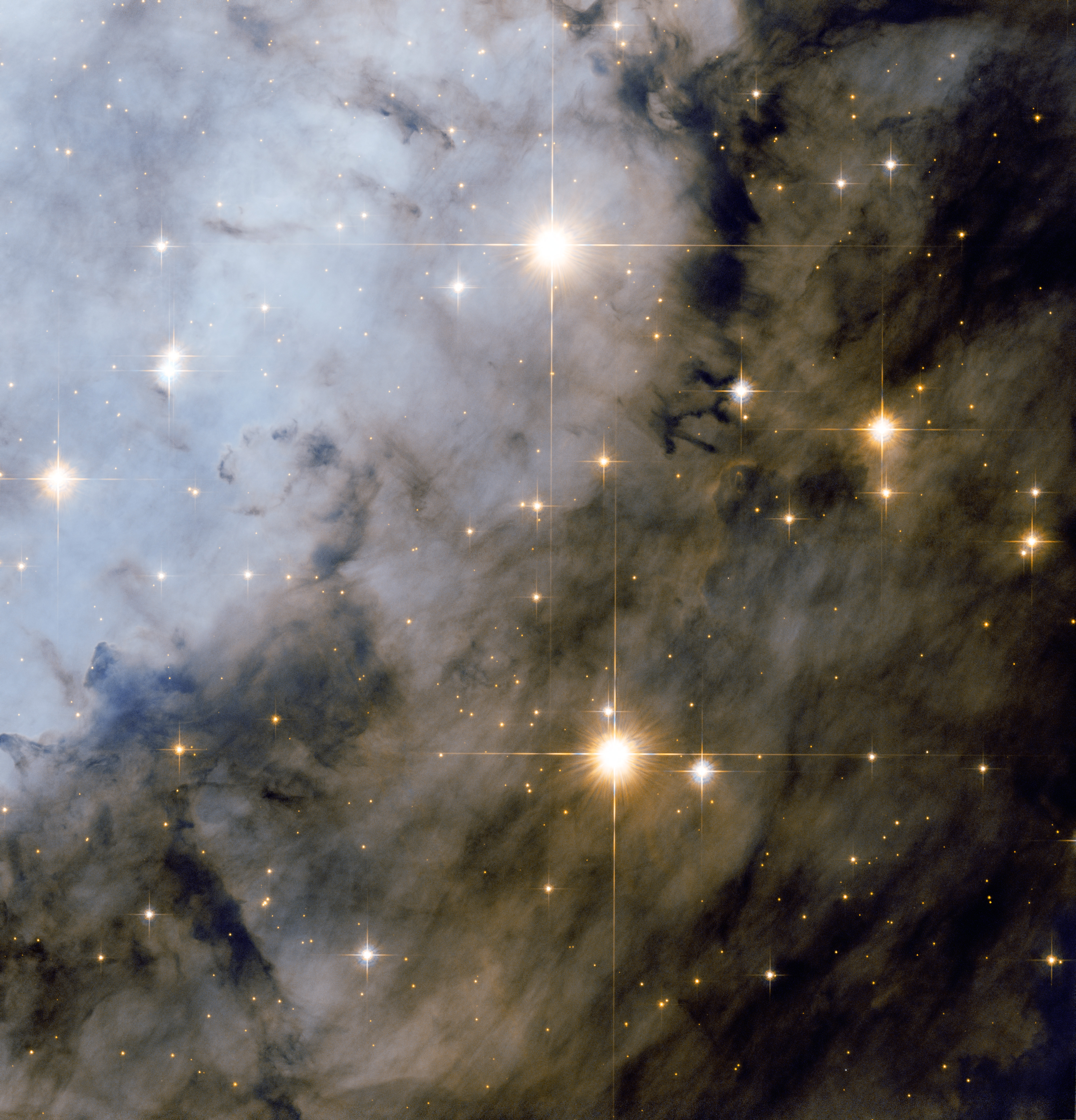
遠離鷹星雲中心的西北部區域。
三色合成的鷹星雲影像。

## 外部連結
- WikiSky上关于The Eagle Nebula的内容：DSS2, SDSS, GALEX, IRAS, 氢α, X射线, 天文照片, 天图, 文章和图片
- The Eagle's EGGs（页面存档备份，存于） – ESO Photo Release
- M16 @ Seds.org（页面存档备份，存于）, SEDS Messier page on M16
- Spacetelescope.org, Hubble telescope images on M16
- Darkatmospheres.com（页面存档备份，存于）, Eagle Nebula M16 (wide
- NASA.gov（页面存档备份，存于）, APOD February 8, 2009 picture Eagle Nebula
- Szymanek, Nik; Lawrence, Pete; Crowther, Paul; Merrifield, Michael. . Deep Sky Videos. Brady Haran.   [2014-09-10]. （原始内容存档于2015-02-06）.
- Eagle Nebula (Messier 16) at Constellation Guide（页面存档备份，存于）